# Baet Masjid
Baet Masjid is een bestuurslaag in het regentschap Aceh Besar van de provincie Atjeh, Indonesië. Baet Masjid telt 373 inwoners (volkstelling 2010).